# Tinos Lappas
Tinos Lappas (10 maggio 1969) è un ex calciatore svedese, di ruolo difensore.

## Carriera

### Club
Lappas giocò al Norrby, prima di passare al GAIS. Nel 1996, fu ingaggiato dai norvegesi dello Stabæk. Esordì il 25 agosto, schierato titolare nel successo per 4-0 sullo Strømsgodset. In seguito, militò nelle file del Västra Frölunda.